# 鮑爾斯山麓冰川
77°43′S 164°14′E / 77.717°S 164.233°E
鮑爾斯山麓冰川（英語：Bowers Piedmont Glacier）是南極洲的山麓冰川，位於維多利亞地沿岸，面積約100平方公里，處於新港以南，由英國探險隊發現，以羅伯特·斯科特探險隊員命名。